# Eastern Professional Basketball League 1959-1960
La stagione EPBL 1959-60 fu la 14ª della Eastern Professional Basketball League. Parteciparono 8 squadre in un unico girone.
Parteciparono le stesse formazioni dell'anno precedente.

## Squadre partecipanti
- Allentown Jets
- Baltimore Bullets
- Easton Madisons
- Hazleton Hawks
- Scranton Miners
- Sunbury Mercuries
- Wilkes-B. Barons
- Williamsport Billies

## Classifica
| Squadra                      | V  | P  | %    | GB   |
| ---------------------------- | -- | -- | ---- | ---- |
| Easton-Phillipsburg Madisons | 21 | 7  | 75,0 | -    |
| Baltimore Bullets            | 20 | 8  | 71,4 | 1    |
| Allentown Jets               | 15 | 12 | 55,6 | 5,5  |
| Scranton Miners              | 15 | 13 | 53,6 | 6    |
| Williamsport Billies         | 12 | 16 | 43,9 | 9    |
| Wilkes-Barre Barons          | 10 | 18 | 35,7 | 11   |
| Hazleton Hawks               | 9  | 18 | 33,3 | 11,5 |
| Sunbury Mercuries            | 9  | 19 | 32,1 | 12   |

## Play-off

### Semifinali
|  | Easton-Phillipsburg Madisons | 139 – 102 | Scranton Miners |  |

|  | Baltimore Bullets | 103 – 89 | Allentown Jets |  |

### Finale
|  | Baltimore Bullets | 112 – 110 | Easton-Phillipsburg Madisons |  |

|  | Easton-Phillipsburg Madisons | 131 – 120 | Baltimore Bullets |  |

|  | Easton-Phillipsburg Madisons | 114 – 107 | Baltimore Bullets |  |

### Tabellone
|  | Semifinali | Semifinali          | Semifinali |           |                     | Finale              | Finale | Finale |  |
|  |            |                     |            |           |                     |                     |        |        |  |
|  | 1          | Easton-Phillipsburg | 1          |           |                     |                     |        |        |  |
|  | 1          | Easton-Phillipsburg | 1          |           |                     |                     |        |        |  |
|  | 4          | Scranton            | 0          |           |                     |                     |        |        |  |
|  | 4          | Scranton            | 0          |           | Easton-Phillipsburg | Easton-Phillipsburg | 2      |        |  |
|  |            |                     |            |           | Easton-Phillipsburg | Easton-Phillipsburg | 2      |        |  |
|  |            |                     | Baltimore  | Baltimore | 1                   |                     |        |        |  |
|  | 3          | Allentown           | Baltimore  | Baltimore | 1                   | 0                   |        |        |  |
|  | 3          | Allentown           |            |           |                     |                     |        |        |  |
|  | 2          | Baltimore           | 1          |           |                     |                     |        |        |  |

## Vincitore
| Campione EPBL 1960                       |
| ---------------------------------------- |
| Easton-Phillipsburg Madisons (1º titolo) |

## Premi EPBL
- EPBL Most Valuable Player: Stacey Arceneaux, Scranton Miners
- EPBL Rookie of the Year: Alonzo Lewis, Sunbury Mercuries